# Alexander Alexejewitsch Petschurski
Alexander Alexejewitsch Petschurski (russisch Александр Алексеевич Печурский; * 4. Juni 1990 in Magnitogorsk, Russische SFSR) ist ein russischer Eishockeytorwart, der seit Juni 2018 bei Torpedo Ust-Kamenogorsk unter Vertrag steht.

## Karriere
Alexander Petschurski begann seine Karriere als Eishockeyspieler beim HK Metallurg Magnitogorsk. Zuvor war er bereits im Jugendbereich für den Verein aktiv. In der Spielzeit 2009/10 ging er zunächst für die Steel Foxes in der russischen Nachwuchsliga, der MHL, aufs Eis, debütierte aber auch in der KHL für Metallurg Magnitogorsk.
Im Dezember 2009 erbat Petschurski das Management Magnitogorsks um Freigabe, damit er nach Nordamerika zu den Tri-City Americans aus der Western Hockey League wechseln konnte. Dort bestritt er sechs Partien – in denen er zwei Shutouts verbuchte –, ehe er am 16. Januar 2010 mit einem Amateur-Try-Out-Vertrag von den Pittsburgh Penguins aus der National Hockey League verpflichtet wurde. Diese befanden sich bei einem Auswärtsspiel an der kanadischen Westküste und benötigten nach den Verletzungen der beiden etatmäßigen Torhüter Marc-André Fleury und Brent Johnson noch einen zweiten Torhüter. Da es den Penguins lediglich gelungen war, ihren dritten Torwart John Curry nach Vancouver zu beordern, nahm Petschurski diese Position ein. Auf ihn war die Wahl gefallen, da die Tri-Cities in der näheren Umgebung lagen und seine Statistiken zu diesem Zeitpunkt einen guten Eindruck vermittelten. Noch am gleichen Tag absolvierte er sein erstes NHL-Spiel für die Pittsburgh Penguins, als er in der 24. Minute eingewechselt wurde und nur einen Gegentreffer bei 13 Schüssen auf sein Tor zuließ.
2010 kehrte er kurzfristig nach Magnitogorsk zurück, ehe er im September 2010 am Trainingslager der Pittsburgh Penguins teilnahm, die ihn wieder zu den Tri-City Americans in die WHL schickten. Nach drei Spielen verließ er das Team und unterschrieb im November 2010 einen Kontrakt bei den Mississippi RiverKings in der Central Hockey League. Im Januar 2011 nahmen ihn die Wilkes-Barre/Scranton Penguins, Pittsburghs Farmteam, für ein Try-Out unter Vertrag. Für diese absolvierte er jedoch kein Spiel und entschied sich daraufhin zu einer Rückkehr nach Russland. Petschurski erhielt im Juni 2011 einen Zweijahresvertrag beim HK Metallurg Magnitogorsk aus der Kontinentalen Hockey-Liga. 2014 gewann er mit Metallurg die Meisterschaftstrophäe der KHL, den Gagarin-Pokal.
Im Dezember 2014 wurde er im Tausch gegen Alexei Murygin an Amur Chabarowsk abgegeben.

### International
Für Russland nahm Petschurski an der U18-Junioren-Weltmeisterschaft 2008 teil, bei der er mit seiner Mannschaft die Silbermedaille gewann.

## Erfolge und Auszeichnungen
- 2007 Goldmedaille bei der U18-Junioren-Weltmeisterschaft
- 2008 Silbermedaille bei der U18-Junioren-Weltmeisterschaft
- 2014 Gagarin-Pokal-Sieger und Russischer Meister mit dem HK Metallurg Magnitogorsk